# 傑米·朗菲爾德
傑米·朗菲爾德（英語：Jamie Langfield；1979年12月22日—）是一位蘇格蘭足球運動員。在場上的位置是守門員。他現在效力於蘇格蘭足球超級聯賽球隊圣米伦足球俱乐部。他也代表蘇格蘭國家足球隊參賽。

## 外部連結
- 足球数据库：傑米·朗菲爾德的球员统计数据
- Guardian Stats Centre